# Université de Fayoum
L'université de Fayoum (en arabe : جامعة الفيوم ; en anglais : Fayoum University) est une université publique située à Fayoum, en Égypte.
Elle est classée par le U.S. News & World Report au 52e rang du classement régional 2016 des universités arabes. Le Conseil supérieur de la recherche scientifique la classe 11e rang dans son classement Webometrics 2015 qui analyse et mesure l’activité scientifique sur le Web.

## Historique
En mars 2015, après l'arrestation de 21 personnes de l'université (1 professeur et 20 élèves), les étudiants de l'université ont boycotté les cours pendant plusieurs jours en signe de protestation.
En juin 2016, des chercheurs de l'Université de Fayoum, en collaboration avec le musée du Caire et l'école polytechnique de Milan, parviennent à la conclusion que la lame en fer du poignard de Toutânkhamon est un matériau météorique.

## Départements
Un bureau de l'institut Confucius a été ouvert à l'université de Fayoum,.